# Blastocera speciosa
Blastocera speciosa är en tvåvingeart som beskrevs av Gerstaecker 1857. Blastocera speciosa ingår i släktet Blastocera och familjen vapenflugor. Inga underarter finns listade i Catalogue of Life.